# Gaiswinkl
Das Gaiswinkl, teilweise auch Gaiswinkel geschrieben, ist eine kleine Wohnsiedlung (Rotte) in der Gemeinde Grundlsee in Österreich. Gaiswinkl gehört zum Grundlseer Ortsteil Bräuhof.

## Geografie und Geschichte
Gaiswinkl liegt an dem Grundlsee und besitzt als direkte Nachbarorte Greith, Schachen und Rößlern. Als Touristenaktionen hat Gaiswinkl den Gaiswinkler Rundweg und die historische Schießstätte von 1885 zu bieten.
Von Gaiswinkl aus geht eine Materialseilbahn hoch zum Albert-Appel-Haus.
Als „Gaizwinchel“ wird Gaiswinkel im habsburgischen Gesamturbar des Herzogtums Steiermark von 1295 bis 1315 genannt. Gaizwinchel zinste seinerzeit 100 Käse jährlich. Es wird vermutet, dass der relativ häufige Familienname Gaiswinkler auf Gaiswinkel zurückzuführen ist.